# Puerto Gaitán (ort)
Puerto Gaitán är en ort i Colombia.   Den ligger i departementet Meta, i den centrala delen av landet, 220 km öster om huvudstaden Bogotá. Puerto Gaitán ligger 160 meter över havet och antalet invånare är 5 928.
Terrängen runt Puerto Gaitán är platt.  Trakten runt Puerto Gaitán är nära nog obefolkad, med mindre än två invånare per kvadratkilometer. Det finns inga andra samhällen i närheten. Trakten runt Puerto Gaitán består i huvudsak av gräsmarker.